# Oriopsis eimeri
Oriopsis eimeri är en ringmaskart som först beskrevs av Langerhans 1881. Enligt Catalogue of Life ingår Oriopsis eimeri i släktet Oriopsis och familjen Sabellidae, men enligt Dyntaxa är tillhörigheten istället släktet Oriopsis och familjen Sabellariidae. Arten har ej påträffats i Sverige.

## Underarter
Arten delas in i följande underarter:
- O. e. eimeri
- O. e. persinosa
- O. e. persiona
- O. e. australis